# Лобаново (Гусь-Хрустальный район)
Лобаново — деревня в Гусь-Хрустальном районе Владимирской области России, входит в состав сельского поселения посёлок Красное Эхо.

## География
Деревня расположена в 9 км на север от центра поселения посёлка Красное Эхо и в 30 км на север от Гусь-Хрустального близ автодороги Р-132 «Золотое кольцо».

## История
В переписных книгах 1678 года за жильцом Иваном Хоненевым значилось новоселебное сельцо Лобаново в составе Дубенковского прихода, в нем имелось 2 двора крестьянских и 2 двора задворных людей.
В списках населённых мест Владимирской губернии 1859 года в деревне числилось 18 дворов, в 1905 году — 32 двора.
В конце XIX — начале XX века деревня входила в состав Моругинской волости Судогодского уезда.
С 1929 года деревня входила в состав Красно-Эховского сельсовета Гусь-Хрустального района, позднее — в составе Вашутинского сельсовета, с 2005 года — в составе муниципального образования «Посёлок Красное Эхо».

## Население
| 1859 | 1905 | 1926 | 2002 | 2010 | 2021 |
| ---- | ---- | ---- | ---- | ---- | ---- |
| 209  | ↘127 | →127 | ↘5   | ↗7   | ↘4   |